# Aquacultura multitrófica integrada

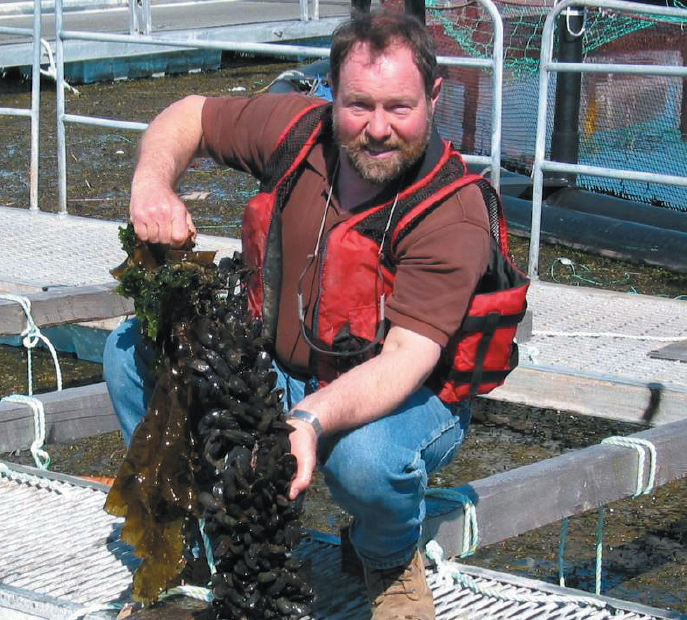
Mexilhão, cultivado em proximidade com o salmão atlântico na baía de Fundy, Canadá.

A aquacultura multitrófica integrada é uma prática na qual  resíduos alimentares de uma espécie são reciclados para se converter em recursos (fertilizantes, alimentos) para outra espécie. A alimentação em aquacultura é combinada com a aquacultura extrativa vegetal (algas) e extractiva animal (mariscos) para criar sistemas equilibrados para a sustentabilidade ambiental (biomitigação), estabilidade econômica (diversificação de produtos e redução de riscos) e aceitação social (melhores práticas administrativas).
"Multitrófica" refere-se à incorporação de espécies de diferentes níveis tróficos ou nutricionais no mesmo sistema. Esta é uma diferenciação da prática de policultura aquática, que pode simplesmente ser o cultivo de diferentes espécies de peixes do mesmo nível trófico. Neste caso, todos os organismos poderiam compartilhar os mesmos processos químicos e biológicos, com poucos benefícios sinérgicos, os quais poderiam potencialmente levar a mudanças significativas do ecossistema. Alguns sistemas de policultura tradicionais podem, de fato, incorporar uma maior diversidade de espécies, ocupando vários nichos, como na aquacultura extensiva (baixa intensidade, baixo controle) dentro do mesmo estanque. A palavra "integrada" refere-se ao cultivo mais intensivo de diferentes espécies quanto a proximidade destas, ligadas por nutrientes e transferência de energia através do água, mas não necessariamente no mesmo lugar.
Idealmente, os processos biológicos e químicos nesse sistema deveriam equilibrar-se. Isto é atingido através da seleção apropriada e proporções de espécies diferentes, proporcionando diferentes funções ao ecossistema. As espécies cultivadas conjuntamente deveriam ser mais que biofiltradas; deveriam ser cultiváveis com valor comercial. Um sistema de aquacultura multitrófica integrada funcionando deveria resultar numa produção maior para todo o sistema, baseado nos benefícios mútuos das espécies co-cultivadas e uma saúde melhorada do ecossistema, ainda se a produção individual de algumas espécies seja menor comparada com a que poderia ser atingido num monocultivo depois de um período curto de tempo.
Algumas vezes o termo mais geral "aquacultura integrada" é usado para descrever a integração de monocultivos através de transferências de água entre organismos. Aquacultura fraccionada, sistemas integrados agricultura-aquacultura e sistemas integrados pesca-aquacultura podem ser considerados variações do conceito.

## Sistemas de AMTI
O conceito de AMTI é muito flexível. Os sistemas de AMTI podem encontrar-se em terra firme ou em sistemas de águas abertas, marinhos ou de água doce, e podem compreender várias combinações de espécies. Alguns sistemas de AMTI têm incluído combinações como mariscos/camarões, peixes/algas/mariscos, peixes/camarões e algas/camaroes. O que é essencial é que sejam escolhidos os organismos apropriados baseando-se nas funções que têm no ecossistema, seu valor ou potencial econômico, e sua aceitação por parte dos consumidores. Ainda que a AMTI provavelmente ocorra devido ao cultivo tradicional de diferentes espécies em algumas áreas costeiras, a configuração topográfica de lugares onde se realiza AMTI é, atualmente, menos comum. São, em resumo, sistemas simplificados, como peixes/algas/mariscos. Com seu desenvolvimento, há tendência de que se criem sistemas mais complexos, com mais componentes para diferentes funções, ou funções similares mas mais variedade.